# كريستيان ليندل
كريستيان ليندل (بالبرتغالية: Christian Lindell‏) مواليد 11 نوفمبر 1989 في ريو دي جانيرو، هو لاعب كرة مضرب برازيلي بدأ مسيرته كمحترف سنة 2008 يلعب باليد اليمنى. أعلى تصنيف له في الفردي كان المركز الـ 177 في سنة 2015. أعلى تصنيف له في الزوجي كان المركز الـ 332 في سنة 2012.

## روابط خارجية
- كريستيان ليندل على موقع رابطة محترفي التنس (الإنجليزية)
- كريستيان ليندل على موقع الاتحاد الدولي لكرة المضرب (الإنجليزية)
- كريستيان ليندل على موقع كأس ديفيز (الإنجليزية)
- كريستيان ليندل على موقع خلاصة التنس.كوم (الإنجليزية)
- كريستيان ليندل على موقع إي إس بي إن.كوم (الإنجليزية)